# 다비데 프라테시
다비데 프라테시 (Davide Frattesi, 1999년 9월 22일 ~ )는 이탈리아의 축구 선수이며, 인테르나치오날레에서 미드필더로 뛰고 있다.